# Орден Лицарських Хоругв
Орден Лицарських Хоругв або Орден лицарів з хоругвою — лицарський орден створений бл. 1609 року, що відомий з біографії сера Роберта Брюса Коттона, 1-го баронета (1570-1631) написаної Томасом Смітом.
В Середньовіччі носій права мати власну хоругву і керувати своїми лицарями-васалами був одним з вищих лицарів, що пізніше отримали титул барону. 
Т.Сміт пише: «Ex omnibus inventis propositis illud uti videtur,de novo equitem ordine instituendo regi Jacobo I maxime placuit» («З усіх виявлених знахідок, які можна було побачити, лицарський орден, щойно створений Яковом I, особливо сподобався»). Королем Яковом було укладено династичний союз із Францією: Чарльз І принц Уельський одружився з донькою французького короля Генріха IV Генрієттою Марією. 
Історик Ґ. А. Аккерман згадує цей лицарський орден як один історичний орден Франції.